# ریخته گری فولاد
ریخته‌گری فولاد یک شکل تخصصی از ریخته‌گری است که شامل انواع مختلفی از ریخته‌گری‌های فولادی به شکل نهایی یا نزدیک به شکل نهایی است. ریخته‌گری‌های فولادی زمانی استفاده می‌شوند که ریخته‌گری‌های چدنی نتوانند استحکام کافی یا مقاومت در برابر ضربه مورد نیاز را ایجاد کنند.
نمونه‌هایی از اقلام ریخته‌گری فولادی عبارتند از: چرخ‌های توربین هیدروالکتریک، پرس‌های آهنگری، چرخ دنده‌ها، چارچوب واگن‌های راه‌آهن، بدنه سوپاپ‌ها، بدنه پمپ‌ها، ماشین آلات معدن، تجهیزات دریایی، توربین‌های توربوشارژر و بلوک‌های سیلندر موتور.

## ریخته‌گری شمش فولادی
پس از ذوب فولاد و تصفیه آن، لازم است آن را به شکل‌های مفید برای پردازش بیشتر یا استفاده نهایی جامد کرد. اگرچه اکثر فولادها در حال حاضر در عملیات ریخته گری مداوم جامد می‌شوند، روش اصلی برای ریخته‌گری فولاد شامل انجماد به شکل شمش بود. این روش هنوز هم برای فولادهای خاص، فولادهای ابزار، فولادهای مورد استفاده در آهنگری و ذوب مجدد ترجیح داده می‌شود. فولاد مذاب از ظرف فولادسازی به یک ملاقه نسوز با روکش نسوز منتقل می‌شود و از آن به ظروفی که قالب‌های شمش نامیده می‌شود، برای انجماد ریخته می‌شود.